# Achaïos d'Érétrie
Pour les articles homonymes, voir Achaïos.
 (novembre 2015).
Achaïos, fils de Pythodoros, d'Érétrie, est un auteur tragique grec du Ve siècle av. J.-C.

## Biographie
Selon la Souda, il naquit vers 480, à la même époque qu'Euripide. L'époque exacte de sa mort est inconnue. On peut la fixer probablement à l'époque qui s'étend de 420 à 405 (puisque Aristophane ne le cite pas dans les Grenouilles, qui datent de 405, une pièce dans laquelle sont cités les principaux poètes en exercice à cette époque, ainsi que les poètes qui viennent de mourir, tels Sophocle, Euripide et Agathon).
On ignore tout de la vie personnelle d'Achaïos. La relation de sa mort par Ovide dans le Contre Ibis est une légende : le poète aurait été aveuglé par le dard d'une abeille, dans la montagne.
Achaios représenta pour la première fois au début des années 440, peut-être aux Dionysies de 447, très peu de temps avant que l'Eubée, sa patrie, ne se révolte contre Athènes. La Souda indique qu'il fut confronté à Sophocle et à Euripide lors de cette représentation. Peut-être cette représentation est-elle donc celle de 447, qui vit, selon les inscriptions, la victoire de Sophocle. Achaios fut donc placé soit à la deuxième place, soit à la troisième place (Euripide ne remporta sa première victoire qu'en 441). On ignore tout des autres représentations d'Achaios, à ceci près qu'il remporta une fois la victoire, à une date inconnue qui a de grandes chances de se placer dans la période 445-425 environ, et qu'il représenta peut-être onze fois aux Dionysies (il écrivit probablement 44 pièces, ce qui correspond à onze tétralogies dionysiaques).
Il fut apprécié pour ses drames satyriques après sa mort (le philosophe Ménédème d'Érétrie aimait à le citer); peut-être en fut-il déjà de même de son vivant. Aristophane cite deux des pièces d'Achaïos. Ce fait, joint à la victoire du poète, ainsi qu'à la conservation des pièces à la période alexandrine, indique qu'Achaïos fut l'un des principaux poètes tragiques de la seconde moitié du Ve siècle, aux côtés de Sophocle, Euripide, Ion de Chios, Iophon, Agathon. Achaïos figure d'ailleurs dans le canon des poètes tragiques grecs, aux côtés d'Eschyle, Sophocle, Euripide et Ion de Chios.

## L'œuvre d'Achaïos
Il semble qu'Achaïos a écrit quarante-quatre pièces (c'est le chiffre le plus élevé fourni par la Souda, et qui correspond le mieux au nombre de neuf drames satyriques identifiés parmi les titres et les fragments subsistants de ses pièces : à cette époque, les poètes représentaient aux Dionysies trois tragédies, puis un drame satyrique). De ces pièces, aucune n'a subsisté en entier, et il ne reste que quelques dizaines de fragments très courts. Les titres de 19 ou 20 pièces subsistent, ce qui ne représente que près de la moitié de l'œuvre.

### Drames satyriques
De là proviennent les fragments les plus consistants (neuf titres connus) :
- Aithôn ou L'Enflammé
- Alcméon
- Héphaistos
- Iris
- Linos
- Omphale, le drame dont il reste le plus de fragments, et qui avait le même sujet que le drame satyrique du même titre et de la même époque d'Ion de Chios.
- Les Moires
- Les Combats
- Mômos

### Tragédies
Dix ou onze titres connus :
- Adraste
- Les Azanes (population d'Arcadie)
- Alphésibée
- Thésée
- L'Accès de maladie (sujet totalement inconnu)
- Cycnos (le héros de Troade)
- Œdipe
- Pirithoos
- Philoctète
- Phrixos
- Erginos. Ce dernier titre est attribué à un poète Achaïos par une inscription, mais il n'est pas totalement certain qu'il s'agisse de notre poète. Un autre poète tragique du IVe siècle av. J.-C., Achaïos de Syracuse, est un candidat possible.